# Mutemath
Mutemath (às vezes estilizado como MuteMath ou MUTEMATH) é uma banda americana de rock alternativo, de Nova Orleans, formada em 2002. O grupo é composto de vocalista e tecladista Paul Meany, o guitarrista Todd Gummerman, e o baixista Jonathan Allen, mas, muitas vezes, executa em qualquer mistura ou variação destes instrumentos. Eles bebem muito da influencia da década de 1960 e 1970, soul, rock psicodélico e jam band, utilizando guitarras e amplificadores vintage, bem como Rhodes, teclados, sintetizadores e outros instrumentos eletrônicos, como o keytar.

## História

### Formação
Mutemath começou em 2002 como uma Colaboração de longa distância entre Paul Meany em Nova Orleans, Louisiana e Darren King em Springfield, Missouri. Os dois tinham se conhecido a partir de seu trabalho em conjunto na banda anterior do Paul Meany Earthsuit. Ocasionalmente Paul recebia demos instrumentais de Darren. Bastante impressionado com seus esforços, Paul contactou Darren e perguntou se podia mexer com as demos um pouco, adicionando algumas ideias de sua própria autoria. Darren se comprometeu e os dois começaram um tipo de ping-pong de composição que iria continuar por vários meses.
Em fevereiro de 2002, Darren mudou-se para Nova Orleans para trabalhar mais de perto com Paul, na esperança de, pelo menos, voltar seus esforços em algum tipo de Projeto Paralelo. Chamando-o de "Math", os dois exploraram muitas das  influências compartilhadas que vão de DJ Shadow para Bjork, produzindo uma grande quantidade de suas obras anteriores, para ser mais eletrônica baseada em samples. Depois do Earthsuit acabar naquele verão, Darren e a Paul foram morar juntos em uma casa em Mandeville, Louisiana, onde eles passaram todo o seu tempo a escrever novas músicas, e considerando como transformar seu Projeto Paralelo em uma banda completa.
Em 2003, eles recrutaram o guitarrista Greg Hill, outro nativo de Springfield, MO e amigo de longa data de Darren. Todos agora vivem no Sul da Louisiana, os três trabalharam em expandir a sua coleção de músicas ao mesmo tempo que alargaram o som a algo mais mais rock. Com a adição de mais influências coletivas, como The Police e U2, a música começou a encontrar um som próprio. Paul levou as demos para o amigo e produtor Tedd T, que se apaixonou à primeira escuta. O trio continuou a trabalhar em demos com Tedd para um possível EP enquanto experimentam com diferentes baixistas a ideia de vir a se tornar um quarteto.

### Reset EP(2004-2006)
Depois de meses de considerando diferentes opções para a sua nova aventura, o grupo decidiu fazer as coisas por conta própria e oficialmente mudou o seu nome para "Mutemath". Juntando com Tedd e o advogado de Kevin Kookogey, eles começaram um selo independente Teleprompt Records. Dentro de alguns meses Teleprompt foi capaz de conseguir um contrato com a Warner Music, e o disco de estreia do Mutemath Reset EP deveria ser lançado  na Warner CCM em uma tentativa de capitalizar o grupo de fãs do Earthsuit. Em dezembro de 2004, a banda finalmente recrutou o baixista Roy Mitchell-Cárdenas para se tornar o oficial quarto membro. Eles começaram a sua turnê para promover o lançamento, enquanto usando sites populares de redes sociais como MySpace para espalhar a palavra do grupo. Como sua base de fãs cresceu, a banda começou a ver um número crescente de shows acontecer na Primavera de 2005. No outono desse ano, eles se juntaram a uma Turnê abrindo para Mae e Circa Survive onde começaram a narrar seus shows e atualizam os seus blogs de vídeo todas as noites, gradualmente, atraindo mais e mais pessoas para suas redes sociais. A banda vendeu mais de 30.000 cópias de Reset EP antes do lançamento do álbum em 2006.

### Mutemath(2006-2007)
Em janeiro de 2006, a banda partiu para uma turnê em apoio do seu auto-intitulado álbum de estreia. Ele foi inicialmente lançado independentemente em resposta a Warner Music Group indecisão sobre o que fazer com Mutemath do LP de estreia. Assim, ao final de 2005, Teleprompt entrou com uma ação contra a Warner Music solicitando Mutemath para ser liberada de seu contrato, enquanto Teleprompt deve proceder para promover e vender Mutemath auto-intitulado de estreia em nome próprio.
A edição especial do álbum estava disponível apenas como um souvernir de turnê até atingir a Internet na loja online da Teleprompt, vendendo mais de 10.000 cópias no primeiro mês. Mutemath pousou na capa da Billboard e Pollstar sendo destaque na Imprensa Alternativa, Colar, e Rotação , bem como sobre a MTV News programa 'Você Ouvir o Primeiro". O grupo continuou em turnê vigorosamente, fazendo shows para multidões de milhares de pessoas em festivais como Galaxymcfly, o Lollapalooza, Van da Warped Tour, V Festival, CMJ Music Marathon em Nova York, e Voodoo Music Experience, em sua cidade natal, Nova Orleans.

### Álbuns ao vivo
| Ano  | Detalhes do álbum |
| ---- | --- |
| 2007 | Mutemath: Carne e Ossos Elétrica Divertido - Lançado Em: Março 20, 2007 - Rótulo: Teleprompt, A Warner Bros. - Formatos: DI |
| 2010 | Armistício Ao Vivo - Lançado Em: Outubro 12, 2010 - Rótulo: Teleprompt, A Warner Bros. - Formatos: CD                       |

### Remix álbuns
| Ano  | Detalhes do álbum                                                                   |
| ---- | ----------------------------------------------------------------------------------- |
| 2016 | Alterações - Lançado Em: 23 De Setembro De 2016 - Rótulo: Wojtek - Formatos: DI, LP |

### EPs
| Ano  | EP detalhes                                                                                               |
| ---- | --- |
| 2004 | Repor - Lançamento: Setembro 28, 2004 - Rótulo: Teleprompt, A Warner Bros. - Formatos: CD, DI             |
| 2006 | Ao vivo no El Rey - Lançado Em: Setembro 26, 2006 - Rótulo: Teleprompt, A Warner Bros. - Formatos: CD, DI |
| 2009 | Spotlight - Lançado Em: Fevereiro 10, 2009 - Rótulo: Teleprompt, A Warner Bros. - Formatos: CD, DI, LP    |
| 2012 | Estranho Alma - ao Vivo em DC - Lançado Em: Agosto 3, 2012 - Gravadora: Warner Bros. - Formatos: DI       |
| 2016 | TOPxMM - Lançado Em: 19 De Dezembro De 2016 - Rótulo: Fueled by Ramen - Formatos: DI                      |

### Singles
| 2004                                      | "Control"               | —   | —  | —  | —  | —  | —  | Reset                   |
| 2005                                      | "Peculiar People"       | —   | —  | 32 | —  | —  | —  | Reset                   |
| 2007                                      | "Typical"               | —   | 33 | —  | 47 | —  | —  | Mutemath                |
| 2007                                      | "Chaos"                 | —   | —  | —  | —  | —  | —  | Mutemath                |
| 2007                                      | "Transformers Theme"[A] | 120 | —  | —  | —  | —  | —  | Transformers: The Album |
| 2008                                      | "Control"               | —   | —  | —  | —  | —  | —  | Mutemath                |
| 2009                                      | "Spotlight"             | —   | —  | —  | —  | —  | —  | Armistice               |
| 2009                                      | "The Nerve"             | —   | —  | —  | —  | —  | —  | Armistice               |
| 2009                                      | "Backfire"              | —   | —  | —  | —  | —  | —  | Armistice               |
| 2011                                      | "Odd Soul"              | —   | —  | —  | —  | —  | —  | Odd Soul                |
| 2011                                      | "Blood Pressure"        | —   | 28 | —  | —  | 35 | 71 | Odd Soul                |
| 2012                                      | "Allies"                | —   | —  | —  | —  | —  | —  | Odd Soul                |
| 2015                                      | "Monument"              | —   | 35 | —  | —  | —  | —  | Vitals                  |
| 2015                                      | "Used To"               | —   | —  | —  | —  | —  | —  | Vitals                  |
| 2016                                      | "Changes"               | —   | —  | —  | —  | —  | —  | Changes                 |
| 2017                                      | "Hit Parade"            | —   | —  | —  | —  | —  | —  | Play Dead               |
| 2017                                      | "Stroll On"             | —   | —  | —  | —  | —  | —  | Play Dead               |
| "—" denotes a release that did not chart. |                         |     |    |    |    |    |    |                         |

### Compilações e outros meios de comunicação
- "TOPxMM" – com Twenty One Pilots (de 2016)
- "Aliados" – need For Speed: Most Wanted (2012 jogo de vídeo)
- "A Pressão Arterial – Asfalto 8: Airborne
- "Caos" – Ciente 11
- "Transformers Tema" – Transformers: O Álbum
- "Você é meu", apareceu em 2008, os filmes Nunca de Volta para Baixo e A Irmandade do Traveling Pants 2
- "Spotlight (Crepúsculo Mix)"
- "Típicos", apareceu em O Padrasto (2009), e também foi usado em um Canal Discovery comercial
- "Valium" – Trilha Sonora 90210 (2009)
- "J Trem (Matemática Remix)" é um remix de tobyMac's "J Trem", em seu álbum de remixes chamado Re:Mix de Impulso

## Prêmios e indicações

### Prémios
- Dove Award 2005 Melhor Canção De Rock Moderna - "Control".[8]

### Indicações
- O Prêmio Grammy De 2008, Melhor Short Form Music Video- "Typical".